# 25 novembre en sport
25 octobre 25 décembre
Chronologies thématiques
- Croisades
- Ferroviaires
- Disney

Le 25 novembre (329e jour de l'année ou 330e en cas d'année bissextile) en sport.

## Événements

### XXesièclede1951à2000
- 1953 :
  - (Football) : l'équipe de Hongrie emmenée par Ferenc Puskás et Nándor Hidegkuti s'impose 6-3 à Wembley devenant ainsi la première équipe non issue des îles britanniques à battre l'Angleterre chez elle. Cette défaite, après celle face aux États-Unis à la Coupe du monde 1950, a provoqué la prise de conscience chez les Britanniques de la fin de leur domination sur le football.
- 1981 :
  - (Rallye automobile) : arrivée du Rallye de Grande-Bretagne.
- 1982 :
  - (Rallye automobile) : arrivée du Rallye de Grande-Bretagne.

### XXIesiècle
- 2007 :
  - (Football) : tirage au sort des groupes de qualifications pour la Coupe du monde de football de 2010 à Durban (Afrique du Sud).
- 2012 :
  - (Natation) : vingtième édition des Championnats d'Europe de natation en petit bassin à Chartres (France).

## Naissances

### XIXesiècle
- 1874 :
  - Joe Gans, boxeur américain. Champion du monde poids légers de boxe de 1902 à 1908. († 10 août 1910).

### XXesièclede1901à1950
- 1902 :
  - Eddie Shore, hockeyeur sur glace canadien. († 16 mars 1985).
- 1905 :
  - David Aguilar, joueur de rugby à XV français. (1 sélection en équipe de France). († 5 août 1967).
- 1907 :
  - Johnny Hindmarsh, pilote de course automobile britannique. Vainqueur des 24 Heures du Mans 1935. († 6 septembre 1938).
- 1914 :
  - Joe Di Maggio, joueur de baseball américain. († 8 mars 1999).
- 1921 :
  - Robert Domergue, footballeur puis entraîneur français. († 22 janvier 2014).
- 1933 :
  - Jean Vinatier, pilote de rallyes automobile français.
- 1940 :
  - Joe Gibbs, joueur de foot U.S. américain.
  - Jan Jongbloed, footballeur néerlandais. (24 sélections en équipe nationale). († 31 août 2023).
- 1942 :
  - Dimítris Papaïoánnou (football), footballeur grec. (61 sélections en équipe nationale).
- 1946 :
  - Slim Borgudd, pilote de F1 suédois.
- 1947 :
  - Marcos Rivas, footballeur mexicain. († 19 avril 2024).

### XXesièclede1951à2000
- 1951 :
  - Johnny Rep, footballeur néerlandais. Vainqueur de la Coupe des clubs champions 1973. (42 sélections en équipe nationale).
- 1952 :
  - Imran Khan, joueur de cricket puis homme politique pakistanais. Champion du monde cricket 1992. (88 sélections en test cricket).
  - Gabriele Oriali, footballeur italien. Champion du monde de football 1982. (42 sélections en équipe nationale).
- 1955 :
  - Mike O'Connell, hockeyeur sur glace puis entraîneur et dirigeant sportif américain.
- 1958 :
  - Jules Bocandé, footballeur puis entraîneur sénégalais. (73 sélections en équipe nationale). Sélectionneur de l'équipe du Sénégal de 1994 à 1995. († 7 mai 2012).
- 1962 :
  - Gilbert Delorme, hockeyeur sur glace canadien.
- 1963 :
  - Chip Kelly, entraîneur de foot U.S. américain.
  - Bernie Kosar, joueur de foot U.S. américain.
- 1965 :
  - Cris Carter, joueur de foot U.S. américain.
- 1966 :
  - Hervé Guiraud, joueur de rugby à XV français. (1 sélection en équipe de France).
- 1972 :
  - Stefan Everts, pilote de motocross belge. Champion du monde de motocross 125 cm3 1991, champion du monde de motocross 250 cm3 1995, 1996, 1997 et 2003, champion du monde de motocross 500 cm3 2001 et 2002 puis champion du monde de motocross MX1 2004, 2005 et 2006.
- 1973 :
  - Steven de Jongh, cycliste sur route néerlandais. Vainqueur du Tour de Suède 1998.
  - Arnaud Demeester, pilote de motocross d'endurance français.
  - Luca Martin, joueur de rugby à XV italien. (37 sélections en équipe nationale).
- 1976 :
  - Donovan McNabb, joueur de foot U.S. américain.
- 1977 :
  - Guillermo Cañas, joueur de tennis argentin.
- 1978 :
  - Michel Rodriguez, footballeur français.
- 1979 :
  - Sandrine Bailly, biathlète puis consultante TV française. Médaillée de bronze du relais aux Jeux de Turin 2006 puis médaillée d'argent du relais aux Jeux de Vancouver 2010. Championne du monde de biathlon de la poursuite et médaillée de bronze du départ en ligne 2003.
  - Sambou Traoré, basketteur franco-malien. (9 sélections avec l'équipe du Mali).
- 1980 :
  - Aleen Bailey, athlète de sprint jamaïcaine. Championne olympique du relais 4 × 100 m aux Jeux d'Athènes 2004. Championne du monde d'athlétisme du relais 4 × 100 m 2009.
  - John-Michael Liles, hockeyeur sur glace américain.
- 1981 :
  - Xabi Alonso, footballeur espagnol. Champion du monde de football 2010. Champion d'Europe de football 2008 et 2012. Vainqueur des Ligue des champions 2005 et 2014. (114 sélections en équipe nationale).
- 1982 :
  - Luciano Corrêa, judoka brésilien. Champion du monde de judo des -100 kg 2007.
- 1983 :
  - Hovhannes Davtyan, judoka arménien.
  - Jihane Samlal, kayakiste franco-marocaine.
- 1985 :
  - Robert Weber, handballeur autrichien. (185 sélections en équipe nationale).
- 1986 :
  - Kristjan Koren, cycliste sur route slovène.
- 1987 :
  - Trevor Booker, basketteur américain.
  - Sergi Moreno, footballeur andorran. (65 sélections en équipe nationale).
  - Pierre-Alexis Pessonneaux, athlète de sprint français. Médaillé de bronze du relais 4 × 100 aux Jeux de Londres 2012.Champion d'Europe d'athlétisme au relais 4 × 100 m 2010 et médaillé de bronze du relais 4 × 100 aux Championnats d'Europe d'athlétisme 2012.
  - Paul Sturgess, basketteur anglais.
- 1990 :
  - Elena Korobkina, athlète de demi-fond russe.
  - Eilish McColgan, athlète de demi-fond et de fond britannique.
- 1991 :
  - Damian de Allende, joueur de rugby à XV sud-africain. Champion du monde de rugby à XV 2019. Vainqueur du The Rugby Championship 2019. (47 sélections en équipe nationale).
  - Philipp Grubauer, hockeyeur sur glace allemand.
- 1993 :
  - David Kiki, footballeur béninois. (18 sélections en équipe nationale).
- 1994 :
  - Beno Obano, joueur de rugby à XV anglais. (3 sélections en équipe nationale).
- 1995 :
  - Ben O'Connor, coureur cycliste sur route australien.
- 1996 :
  - Toma Bašić, footballeur croate. (2 sélections en équipe nationale).
  - Callum Chick, joueur de rugby à XV anglais. (2 sélections en équipe nationale).
- 1997 :
  - Mathias Rasmussen, footballeur norvégien.
  - Alexis Vega, footballeur mexicain.
- 1999 :
  - Khalid Dahamni, footballeur algérien.
  - Žan Rogelj, footballeur slovène.
- 2000 :
  - Talen Horton-Tucker, basketteur américain.
  - Kaja Juvan, joueuse de tennis slovène. Championne olympique de la jeunesse en simple 2018.

### XXIesiècle
- 2001 :
  - Cléo Hamon, patineuse artistique en couple française.

- 2002 : 
  - Benjamín Chandía, footballeur chilien.
  - Pedri, Footballeur espagnol évoluant au poste de milieu relayeur au FC Barcelone.
- 2003 :
  - Dragan Stoisavljević, footballeur serbe.
- 2005 :
  - Shekh Morsalin, footballeur bangladais.

## Décès

### XXesièclede1901à1950
- 1944 :
  - Kenesaw Mountain Landis, 78 ans, dirigeant de baseball américain. Commissaire de la LMB de 1920 à 1944. (° 20 novembre 1866).

### XXesièclede1951à2000
- 1961 :
  - Hubert Van Innis, 95 ans, archer belge. Champion olympique du cordon doré 33 m et du chapelet puis médaillé d'argent du cordon doré 50 m aux Jeux de Paris 1900 puis champion olympique du tir au berceau 50 m par équipes, du tir au berceau 33 m, du tir au berceau 33 m par équipes et du tir au berceau 28 m puis médaillé d'argent du tir au berceau 50 m et du tir au berceau 28 m par équipes aux Jeux d'Anvers 1920. (° 24 février 1866).
- 1967 :
  - Raoul Daufresne de La Chevalerie, 86 ans, footballeur puis entraîneur et hockeyeur sur gazon belge. Médaillé de bronze du hockey sur gazon et champion olympique comme entraîneur de football aux Jeux d'Anvers 1920. (° 17 mars 1881).
- 1981 :
  - Romain Bellenger, 87 ans, cycliste sur route français. (° 18 janvier 1894).
- 1982 :
  - Henri Hiltl, 72 ans, footballeur autrichien puis français. (1 sélection avec l'équipe d’Autriche et 2 avec l'équipe de France). (° 8 octobre 1910).

### XXIesiècle
- 2005 :
  - George Best, 59 ans, footballeur nord-irlandais. Vainqueur de la Coupe des clubs champions 1968. (37 sélections en équipe nationale). (° 22 mai 1946).
  - Richard Burns, 34 ans, pilote de rallye automobile britannique. Champion du monde des rallyes 2001. (10 victoires en rallyes). (° 17 janvier 1971).
- 2009 :
  - Josip Gucmirtl, 67 ans, footballeur yougoslave puis croate. (° 16 mars 1942).
- 2010 :
  - Leonardo Colella, 80 ans, footballeur italo-brésilien. (° 13 septembre 1930).
- 2011 :
  - Vassili Alexeiev, 69 ans, haltérophile soviétique puis russe. Champion olympique des +110 kg aux Jeux de Munich 1972 et aux Jeux de Montréal 1976. Champion du monde d'haltérophilie des +110 kg 1970, 1971, 1973, 1974, 1975 et 1977. Champion d'Europe d'haltérophilie 1970, 1971, 1972, 1973, 1974 et 1978. (° 7 janvier 1942).
- 2013 :
  - Bill Foulkes, 81 ans, footballeur puis entraîneur anglais. Vainqueur de la Coupe des clubs champions 1968. (1 sélection en équipe nationale). (° 5 janvier 1932).
- 2014 :
  - Aurelio Milani, 80 ans, footballeur italien. Vainqueur des Coupe des clubs champions 1964 et 1965. (1 sélection en équipe nationale). (° 14 mai 1934).
- 2020 : 
  - Diego Maradona, 60 ans, footballeur puis entraîneur argentin. Champion du monde de football 1986. Vainqueur de la Coupe UEFA 1989. (91 sélections en équipe nationale). Sélectionneur de l'équipe d'Argentine de 2008 à 2010. (° 30 octobre 1960).
  - Jacques Secrétin, 71 ans, pongiste français. Médaillé de bronze du double messieurs aux championnats du monde de tennis de table 1973, 1975 et 1981 ainsi que champion du monde de tennis de table du double mixte 1977. Champion d'Europe de tennis de table en simple 1976, du double 1980 puis par équipes et du double mixte 1984. Vainqueur de la Coupe d'Europe des Clubs Champions de tennis de table 1990. (° 18 mars 1949).